# Povijest Londona
London je glavni grad Ujedinjenog Kraljevstva. Nalazi se na rijeci Temzi u Engleskoj. London ima 7.355.400 stanovnika (procjena iz 2006.), s još nekoliko milijuna u širem metropolskom području.

## Počeci
Rijeka Temza imala je veoma važnu ulogu kao prometni i trgovački pravac još u vrijeme prije nego što su Britaniju osvojili Rimljani (razdoblje između 55. pr. Kr. i 43. godine n.e.). London, ili kako su ga Rimljani nazivali Londinium (latinizirano keltsko ime), podignut je na izvanredno povoljnom položaju, u početku kao rimski vojni logor, koji se, zahvaljujući više trgovini nego ratovima, pretvorio u snažno trgovačko središte. Već godine 61 n.e. Londinium je porušila i opljačkala Boadicea, vladarica keltskog plemena Icena. Potkraj 1. stoljeća grad je utvrđen, sagrađen je veličanstveni forum te drvena pristaništa, skladišta i ograđeni mol. Londinium je bio izravno povezan s trgovinom kontinentalne Europe. Također je postao i financijsko i upravno središte, a početkom 3. stoljeća počeo se opasivati zidom. U 4. stoljeću dobio je carski naslov Augusta. Stanovništvo mu je vjerojatno naraslo na oko 30.000 ljudi, a površina na oko 135 hektara, što je bilo dvostruko više od rimskog Pariza. Grad je ostao po rimskom vlašću sve do njihova povlačenja iz Britanije početkom 5. stoljeća.

## Srednji vijek
Povijest Londona tijekom 5. stoljeća i 6. stoljeća slabo je poznata. U 7. stoljeću London je istaknuto središte istočnih Sasa. U 9. stoljeću London su zauzeli Danci, a 886. preoteo im ga je kralj Alfred Veliki. Godine 1042. u Londonu je izabran kralj Edvard III. Ispovjednik.
London je bio daleko najveći i najbogatiji grad u Engleskoj u razdoblju od 11. pa do 13. stoljeća. 
Imao je svoje slobode iako ih je Henrik III. ukinuo 1239. i zbacio gradonačelnika. Gradonačelnik Londona prvi put se spominje u jednoj tužbi iz posljednjeg desetljeća 12. stoljeća, u kojoj jedan od njegovih stanovnika tvrdi: "Dogodilo se što mu drago, London neće imati drugog kralja osim gradonačelnika".
Potkraj 13. stoljeća zabilježeni su prigovori da su mnoge zgrade u Londonu bile toliko blizu jedna drugoj da "među njima nema slobodnog prostora" i da su neki ljudi prisvojili "zidove svojih susjeda bez prava".
London je bio nemirno mjesto, ali puno aktivnosti. Jedan Židov u Kronikama Richarda iz Devizesa (pisanim između 1193. i 1198.) upozorava mladog francuskog kršćanina: "Ako moraš ići u London, brzo prođi kroza nj". Grad je bio pun "glumaca, lakrdijaša, pjevačica, vidara, bludnica, proročica, lihvara, noćnih tipova, mađioničara, mimičara, prosjaka i odrpanaca".

## Rano moderno doba
Godine 1665. London je pogodila velika epidemija kuge. Vjeruje se da su je donijeli nizozemski brodovi koji su prevozili pamuk iz Amsterdama. Bolest se brzo širila pa je u jednom trenutku umiralo i do 7.000 ljudi tjedno. Čak se i kralj Karlo II. u srpnju 1665., bježeći od bolesti, s obitelji povukao u Oxford. Nikakvi pokušaji suzbijanja bolesti nisu uspjeli dok epidemija nije jenjala ostavivši iza sebe mnogo umrlih. Godinu dana poslije, 2. rujna 1666., još jedna tragedija pogodila je London: veliki požar koji je "progutao" 13.200 kuća i 87 crkava.

## Glavni grad britanskog imperija
Londonski je u 18. stoljeću postao glavni pozajmljivač novca, a iza tog razvoja su stajale britanska i trgovačka mornarica.
Londonski bankovni sustav je bio skup privatnih banaka u čijem je središtu bio Londonski City. Glavna zadaća Engleske banke bila je pozamljivanje novca britanskoj vladi. London je bio središte gdje su trgovci izravnavali račune te u to vrijeme najznačajnije financijsko središte svijeta. Novčarska uloga koja se temeljila na povjerenju poslovnih krugova svijeta je ojačala utjecaj i moć Engleske. 
London je bio diskontni i akceptni centar, što je značilo da je Velika Britanija bila kratkoročni kreditor drugih naroda. Tajna britanske financijske prevlasti je bila u operacijama Engleske banke, koja je utvrđivala količinu kratkoročnih kredita koje je britansko tržište kapitala nudilo inozemstvu.
U svom djelu "Imperijalizam i svjetska privreda" Buharin navodi da je 1910. u Londonu bilo 36 kolonijalnih banaka s 3538 podružnica širom svijeta.

## Vanjske poveznice
- London History  Arhivirana inačica izvorne stranice od 13. prosinca 2010. (Wayback Machine) - Britannia.com.
- More London History - FrBritainexpress.com.